# Sympistis grumi
Sympistis grumi är en fjärilsart som beskrevs av Alphéraky 1892. Sympistis grumi ingår i släktet Sympistis och familjen nattflyn. Inga underarter finns listade i Catalogue of Life.